# Filmpris
En filmpris er en hædersbevisning, der gives til en person eller en gruppe af personer som anerkendelse for en præstation inden for filmens verden. Med mange filmpriser følger en statuette, og i nogle tilfælde et pengebeløb (for eksempel Nordisk Film Prisen).
Filmpriser kan hovedsageligt inddeles i tre grupper: Priser uddelt af filmindustrien, hvor personer, der arbejder i filmbranchen vælger vinderne; Kritikerpriser, der uddeles af en gruppe eller organisation af filmkritikere (filmanmeldere); og festivalpriser, der gives for film, der er blevet vist ved en bestemt filmfestival. Dertil kommer filmpriser, der uddeles af andre personer eller organisationer, som for eksempel Nordisk Råds Filmpris.
En særlig variant er de såkaldte "mock awards" ("hånepriser"), der typisk belønner fiaskoer eller atypiske "præstationer". De uddeles typisk af personer eller organisationer, der har mindre prestige end store brancheorganisationer som Academy of Motion Picture Arts and Sciences (der uddeler oscaren) – for eksempel af komikerorganisationer eller individuelle forfattere.
Nedenfor er listet danske filmpriser samt et udpluk af de vigtigste udenlandske og internationale filmpriser.

## Branchepriser
- British Academy Film Awards (BAFTA-prisen) - britisk filmpris
- GuldDok – dansk dokumentarfilmpris, der uddeles af Producentforeningen ved filmfestivalen CPH:DOX
- Nordisk Film Prisen
- Oscar (Academy Awards)
- Robert

## Kritikerpriser
- Bodilprisen
- Golden Globe

## Festivalpriser
- Buster – dansk børnefilmpris
- Golden Swan – uddeles ved Copenhagen International Film Festival
- Grand Prix – kort- og dokumentarfilmpris, der uddeles ved Odense Filmfestival
- Guldbjørnen – uddeles ved Filmfestivalen i Berlin
- Guldløven – uddeles ved Filmfestivalen i Venedig
- Den Gyldne Palme – uddeles ved Filmfestivalen i Cannes